# Warensicherungsetikett
Ein Warensicherungsetikett ist Bestandteil eines Warensicherungssystems im Einzelhandel. An der Ware befestigt sorgt es dafür, dass bei Diebstahl entweder Alarm ausgelöst oder die Ware unbrauchbar gemacht wird. Warensicherungsetiketten werden beim regulären Bezahlvorgang entfernt oder deaktiviert.

## Geschichte
In der Bundesrepublik Deutschland wurden Ende 1987 neue elektronische Warensicherungsetiketten eingesetzt. Das Etikett hatte einen Umfang von 62 × 19 mm und diente zugleich der Preisauszeichnung. Beim Verlassen des durch Schleusen gebildeten Sicherheitsbereichs löst es einen optischen und/oder akustischen Alarm aus, wenn es zuvor nicht deaktiviert worden ist. 1987 konnten nur 20 bis 30 % eines Warenhaussortiments gesichert werden, darunter überwiegend Textilien und Lederwaren, für weitere Artikel waren die Etiketten bislang zu groß und unsicher.

## Mechanisches Sicherungsetikett

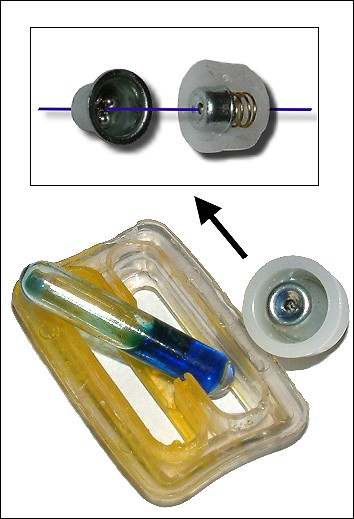
Aufbau eines mechanischen Sicherungsetiketts

Mechanische Etiketten enthalten oft eine Farbpatrone. Sie lassen sich nur mit einem Spezialwerkzeug oder mit erheblichem Zeitaufwand entfernen. Beim abgebildeten System ist das ein meist im Tresen eingebauter starker Magnet, der das innere Blechhütchen gegen die Federkraft zurückzieht und einen zwischen den Kugeln festgeklemmten Haltestift freigibt. Werden sie gewaltsam aufgebrochen, entleert sich die Farbpatrone. Textilien werden auf diese Weise verfärbt und unbrauchbar gemacht. Mechanische Sicherungsetiketten verhindern möglicherweise einen Wiederholungsdiebstahl.
Oft enthalten mechanische Sicherungsetiketten auch eine Spule und einen RFID-Chip als Kombinationsmöglichkeit aus mechanischen und elektronischen Sicherungssystemen.
Solche mechanischen Systeme sind wiederverwendbar.

## Elektronisches Warensicherungsetikett
Ein elektronisches Warensicherungsetikett eines Elektronischen Artikelsicherungssystems (EAS) löst beim Annähern der gesicherten Ware an eine Antenne einen Alarm aus. Antennensysteme zur Detektion befinden sich meist zwischen Ladenkasse und Ausgang des Geschäfts, um unbezahlte Ware zu melden. Warensicherungsetiketten sind vom Kassenpersonal deaktivier- oder entfernbar.
Der Trend bei der Warensicherung ist, die entsprechenden Sicherungselemente bereits direkt in das Produkt oder die Produktverpackung zu integrieren. Diese sogenannte Quellensicherung schränkt die Manipulationsmöglichkeiten ein und reduziert die Kosten für die Anbringung.
Derzeit sind folgende elektronische Warensicherungssysteme auf dem Markt:
radiofrequente (RF), elektromagnetische (EM), akustomagnetische (AM) Etiketten und RFID-Tags.

### Funk-Resonanz-Verfahren

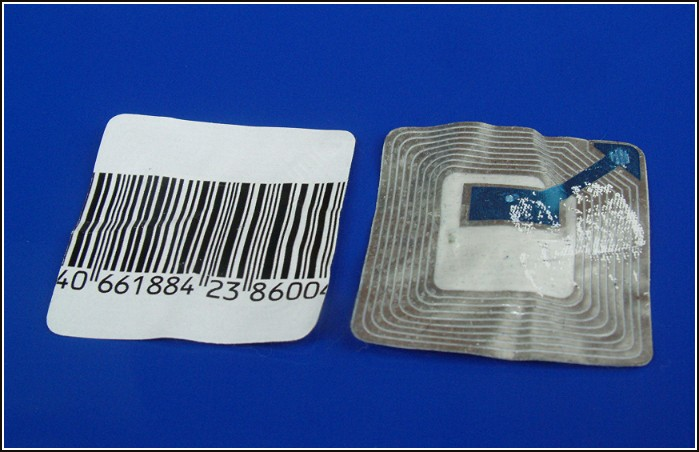
RF-Etikett, Ober- und Unterseite, Größe ca. 4 × 4 cm

Ein RF-Etikett trägt auf der Oberseite eine EAN (European Article Number) oder auch einen Dummy-Aufdruck. Auf der Rückseite ist eine silbrig glänzende Spirale zu erkennen, dies ist eine Spule, die zugleich als Antenne dient. Der blaue Steg im Bild verbindet Anfang und Ende der Spule mit einem Kondensator. Spule und Kondensator bilden einen Schwingkreis mit der Etikett-typischen Resonanzfrequenz.
Die Schleuse nach den Kassen erzeugt ein magnetisches Hochfrequenz-Feld, das periodisch frequenzmoduliert ist. Der Schwingkreis entzieht dem System genau und nur dann Sendeenergie, wenn die gewobbelte Frequenz mit dessen Resonanzfrequenz übereinstimmt (typischerweise um 8,2 MHz) und ist so anhand der periodischen steilen Anstiege der Absorption nachweisbar (siehe auch Resonanzabsorption und Dipmeter). Anhand der periodischen Resonanzabsorption kann das Etikett von anderen HF-absorbierenden Gegenständen unterschieden werden.
Nach dem Kauf der Ware muss das Etikett deaktiviert werden, um keinen Falschalarm auszulösen. Entweder geschieht dies mechanisch (Abziehen des Etiketts, Durchtrennen der Spule), oder elektrisch (Induzieren hoher Ströme, die den Kondensator irreversibel verändern und damit den Schwingkreis verstimmen).
RF-Etiketten haben einige Nachteile, zum Beispiel ihre Größe und ihre geringe Selektivität. So können auch verschiedene mobile elektronische Geräte wie Hörgeräte, Radios oder Mobiltelefone zufällig mit ihren elektrischen Schaltungen Resonanzkreise auf der Detektionsfrequenz darstellen. In diesen Fällen wird ein unerwünschter Falschalarm ausgelöst.
Ungünstige Orientierung relativ zu den Antennen oder eine manipulative Abschirmung durch Metall bewirken, dass nur 70 Prozent der aktiven Etiketten erkannt werden. Dies spricht gegen ihre Sicherheitsfunktion. Durch Abschirmen des Etiketts gelangt kein Magnetfeld mehr zur Spule und der Schwingkreis wird nicht mehr angeregt, so dass das Etikett für das Detektionssystem unsichtbar wird.
Einmal deaktiviert, lassen sich RF-Etiketten nicht wieder verwenden. Der Vorteil ist ihr geringer Preis (ca. 3 Cent im Endverkauf).
Daneben gibt es auch noch die sogenannten Hardtags. Das sind scheibenförmige Objekte aus Kunststoff, die mit einer Sicherungsnadel befestigt vorzugsweise an Textilwaren zu finden sind. In ihnen befindet sich ein Schwingkreis aus Spule und Keramikkondensator. Diese Etiketten werden nach dem Kauf an der Kasse entfernt und wiederverwendet. Die Sicherungsnadel macht es dem Dieb scheinbar unmöglich, das Etikett zu entfernen, ohne die Ware zu beschädigen.
Diese Tags werden an der Kasse mit einem starken Magneten entriegelt: durch ein exakt ausgerichtetes Magnetfeld werden z. B. Kugeln, die über eine Federkraft die Sicherungsnadel festhalten, zurückgezogen und geben die Nadel frei.
Weiterentwickelte Systeme erkennen Manipulationen und geben dann bereits im Laden Alarm. Solche Tags können auch mittels einer verriegelten Drahtschlaufe befestigt sein.

### Elektromagnetisches bzw. harmonisches Verfahren

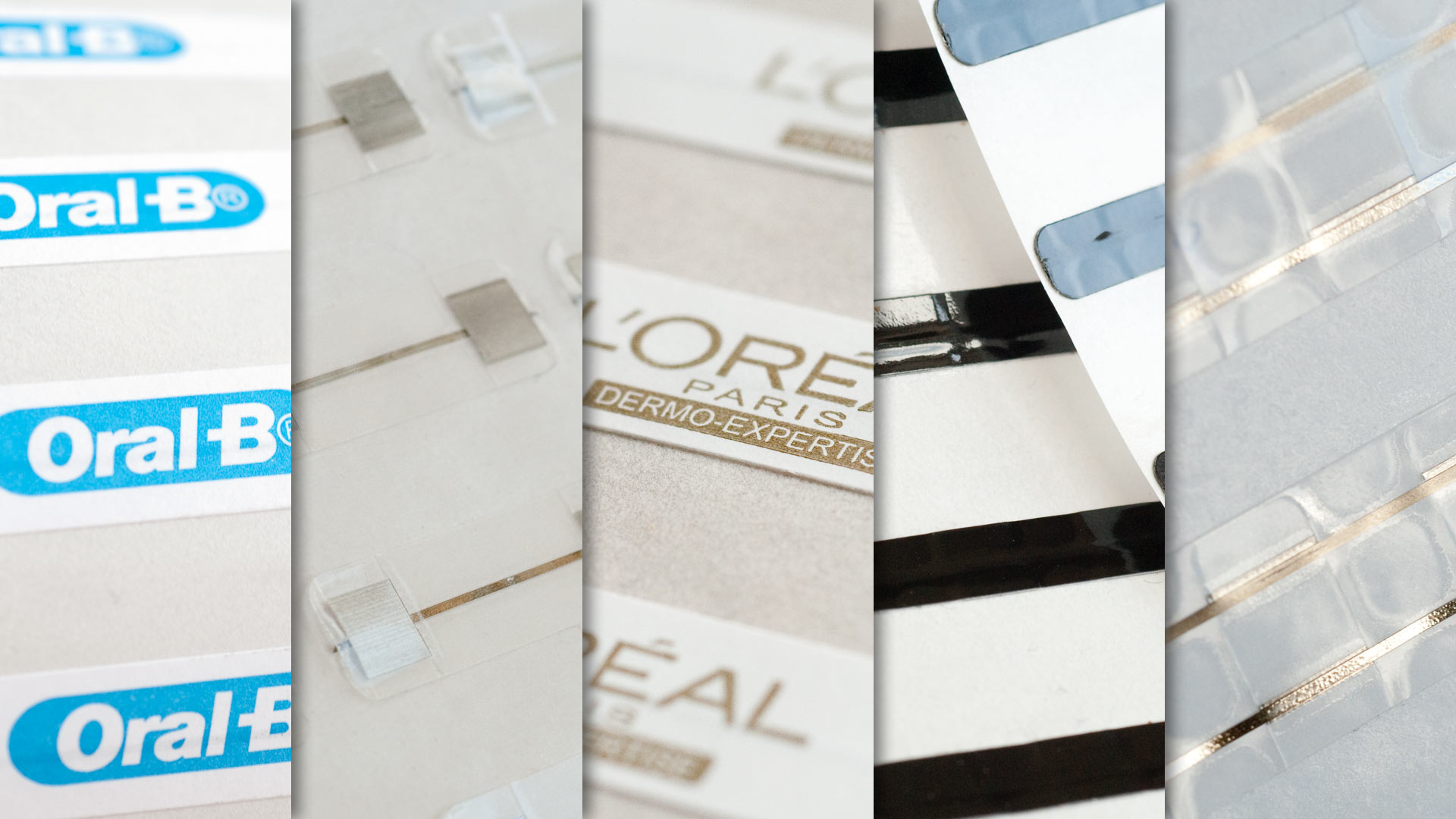
EM-Etiketten sind in verschiedenen Größen und Farben erhältlich.

EM-Etiketten können sowohl auf dem harmonischen System, als auch auf dem Magnetischen Barkhausen-Effekt beruhen.
Die Etiketten lassen sich reversibel aktivieren und deaktivieren. Die kurzen Metallstreifen sind hartmagnetisch und im aktiven Zustand unmagnetisiert. Zur Deaktivierung des Etiketts setzt man sie einem magnetischen Gleichfeld aus, wodurch sie dauermagnetisch werden. Sie halten dann den weichmagnetischen langen Metallstreifen in Sättigung, so dass er dann einer Ummagnetisierung durch ein äußeres Feld nicht mehr folgen kann und keine Oberwellen mehr erzeugt. Durch unterschiedliche Anordnungen der hartmagnetischen Abschnitte entlang des Metallstreifens ergeben sich auch andere Anordnungen der Muster von Oberschwingungen, was zur Unterscheidung beispielsweise unterschiedlicher Produktgruppen genutzt werden kann.
Die sehr dünnen Etiketten (0,02 mm) müssen nicht wie AM-Etiketten in einer Kunststoffschachtel liegen und sind unempfindlich gegen Knicke.
Elektromagnetische Diebstahlsicherungssysteme werden häufig in Bibliotheken zum Schutz von Büchern und anderen Medien eingesetzt. Dabei werden dünne, elektromagnetische Sicherheitsstreifen, auch als Tattle Tape bezeichnet, in oder an den Medien angebracht. Diese Sicherheitsstreifen lösen an den EM-Detektoren an den Ausgängen der Bibliothek einen Alarm aus, wenn ein Medium ohne ordnungsgemäße Ausleihe entfernt wird.
Im Einzelhandel werden EM-Systeme zum Schutz kleiner oder runder Produkte mit Folienverpackungen sowie von Metallgegenständen verwendet, beispielsweise Kosmetika, Babymilchdosen, Medikamente, Heimwerker- und Haushaltsgeräte. Auch Artikel in Aktentaschen aus Metall oder in Folie verpackte Objekte werden von EM-Detektoren erkannt.
Eine weitere Anwendung ist der Schutz des geistigen Eigentums gegen Diebstahl und Wirtschaftsspionage durch Sicherheitspapier mit eingebetteten Mikrodrähten, mit dem vertrauliche Dokumente erkannt werden, wenn sie aus einem Gebäude entfernt werden.

### Akustomagnetisches Verfahren

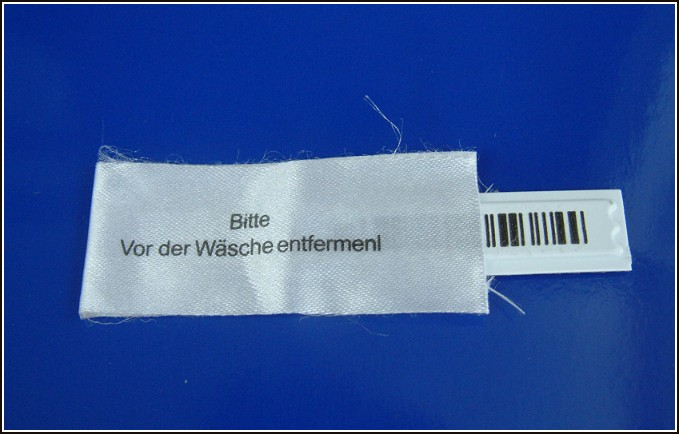
Eingebettetes AM-Etikett, Größe ca. 4 cm × 1 cm × 0,1 cm

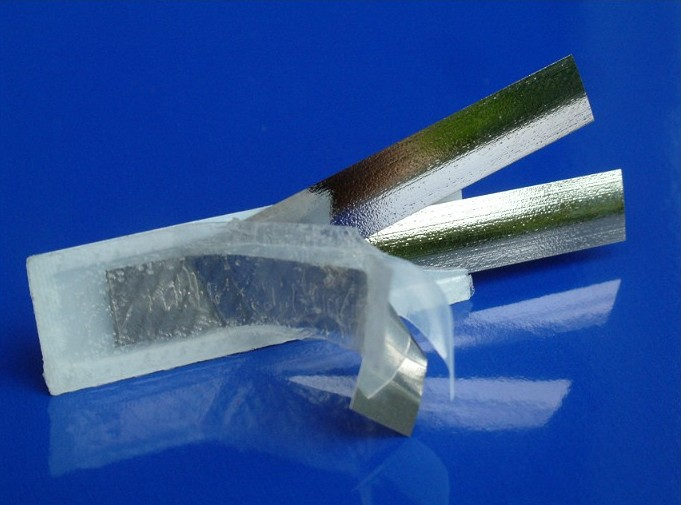
AM-Etikett, aufgeschnitten.

Im Bild ist ein akustomagnetisches Etikett (AM-Etikett) zu sehen, das bereits der Hersteller im Rahmen der Quellensicherung in ein Textilschildchen eingearbeitet hatte. Schneidet man das Etikett auf (Bild rechts), kommen bei den aktuellen sogenannten DR-Etiketten zwei (bei älteren sogenannten LE-Etiketten ein) lose eingelegte(r) amorphe(r) Metallstreifen zum Vorschein. Den dritten Metallstreifen, im Bild vorne zu sehen, hält eine Plastikfolie auf Abstand zu den losen Streifen. Durch ein mittels der Spulen an der Schleuse erzeugtes magnetisches Wechselfeld geraten die amorphen Metallstreifen durch Magnetostriktion in mechanische Schwingungen. Im Resonanzfall schwingen sie nach Ende der Anregung noch kurz weiter. Das Nachschwingen erzeugt seinerseits ein Magnetwechselfeld, das von den gleichen Spulen empfangen wird.
Die Resonanzfrequenz der Metallstreifen und damit auch die Anregungsfrequenz des Magnetfelds liegt typischerweise bei 58 kHz, die Pulsfolgefrequenz bei etwa 45 Hz. Die Anregung dauert 2 ms. 5 ms lang versuchen die Spulen der Schleuse, Nachschwingsignale nachzuweisen, um nach weiteren 15 ms wieder für 2 ms das magnetische Wechselfeld auszustrahlen.
Der fest mit dem Gehäuse verbundene dritte (bei LE-Etiketten zweite) Metallstreifen besteht aus einem magnetisch harten Material. Ist er dauermagnetisch, fällt die mechanische Resonanzfrequenz mit der des anregenden Magnetwechselfeldes zusammen, das Etikett ist aktiv. Eine Entmagnetisierung des Metallstreifens verstimmt das Etikett, es ist deaktiviert. Man kann sich aussuchen, ob ein AM-Etikett bei Magnetisierung aktiviert oder deaktiviert sein soll. Die Festlegung der Resonanzfrequenz folgte der Überlegung, dass für einen möglichen Dieb die Entmagnetisierung deutlich schwieriger zu bewerkstelligen ist als die Magnetisierung.
Die Deaktivierung erfolgt dementsprechend an der Kasse durch Hineinhalten der Ware in ein starkes magnetisches Wechselfeld. Dadurch wird das Etikett entmagnetisiert.
AM-Etiketten (DR-Labels) haben einen Endverbraucherpreis von etwa 4,5 Cent.

### RFID-Verfahren
Während die oben genannten Etiketten nur ein Bit an Information mitteilen, nämlich aktiviert oder deaktiviert, kann ein RFID-Etikett zum Beispiel eine gespeicherte Zahl senden, die oft nicht nur für die Warengruppe, sondern für den individuellen Artikel steht. Das Empfangssystem kann daher diese Zahl mit der beim Bezahlen ausgelesenen Zahl vergleichen oder daraus logistische Informationen gewinnen.
Das Etikett besteht aus einer Antenne mit Resonanzkreis und einem Integrierten Schaltkreis (Chip). Der Resonanzkreis versorgt den Chip über die HF-Strahlung des Detektionssystems mit Energie. Gleichzeitig werden Daten zwischen dem Mikrochip und der Detektionseinrichtung übertragen, indem der Chip die Dämpfung des Schwingkreises moduliert. Der RFID-Chip speichert oft auch selbst Daten, im einfachsten Fall die Information „bezahlt“ nach einer Datenkommunikation an der Kasse.
Die RFID-Tags können auch nach dem Bezahlen der Ware und Verlassen des Geschäftes ausgelesen werden, was je nach gespeicherten Daten ein Datenschutzproblem darstellen kann.